# PCC (tramwaj)
PCC – amerykański typ dwuwózkowego, czteroosiowego, jednokierunkowego lub dwukierunkowego wagonu tramwajowego, opracowany w latach 30. XX w., pierwowzór współczesnych tramwajów wysokopodłogowych. Nazwa pochodzi od President's Conference Committee, stowarzyszenia dyrektorów przedsiębiorstw tramwajowych, którzy postawili sobie wyzwanie konkurowania z rozwojem motoryzacji i zdecydowali się na stworzenie nowoczesnego typu szybkobieżnego tramwaju.

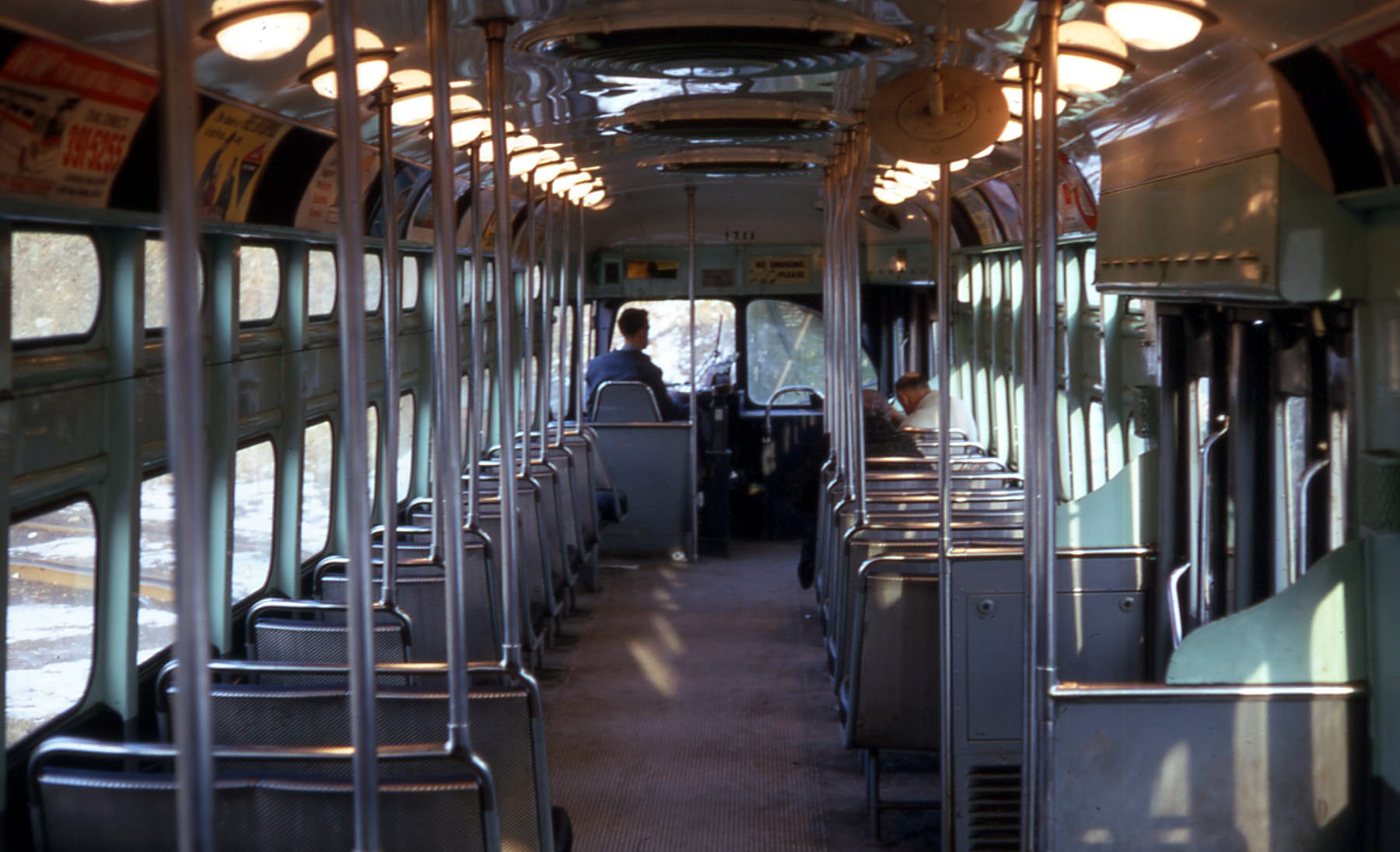
Wnętrze tramwaju PCC

PCC był tramwajem całkowicie elektrycznym (nie posiadał instalacji hydraulicznej ani pneumatycznej). Sterowanie odbywało się jedynie przy pomocy pedałów, przy czym zwolnienie obu powodowało awaryjne zatrzymanie pojazdu i otwarcie drzwi. Charakterystyczne było opływowe pudło, trzy wejścia bez wydzielonych platform z wygodnymi jak na czas powstania schodami zamykane sterowanymi przez motorniczego harmonijkowymi drzwiami. Niekonwencjonalne z dzisiejszego punktu widzenia było natomiast dzielenie okien dla pasażerów siedzących i stojących.
Tramwaje PCC, choć zniknęły z ulic większości miast amerykańskich po likwidacji tramwajów w latach 50. i 60., wpłynęły silnie na rozwój pojazdów europejskich. W niektórych krajach (np. w Belgii) wytwarzano je na licencji ze zmienionym pudłem, kopiowano jego główne założenia (czeskie Tatry, polskie Konstale 13N i 102Na).